# Kissi
Kissi és el país i la llengua del poble kissi que viuen a Guinea, Libèria i Sierra Leone. El país comprenia els territoris entre la zona preboscosa de Sankaran-Kouranko-Konian cap al sud fins als rius Mêli i Makona. La zona francesa incloïa Kissidougou i Firaoua, aquesta darrera residència d'un cap i a menys de 50 km al sud-est de la primera.
Els kíssia formaven diversos petits estats independents un de l'altra. Els europeus no van arribar fins al 1890 quan els britànics van signar el primer tractat amb un cap kissia de Luawa. Al nord els principals cacicats eren Firawa i Manfram governades pel cap Lènö. A l'est hi havia un cacicat kissi-mèndi de nom Luawa sota Kaye Dundu. Kafula Millimunö es va crear un cacicat kissi al extrem sud (vora el riu Mafissa, centrat a Wonde). I finalment el cacicat de Lengo-Bengu (dirigit per Fabeli i que va heretar el seu fill) se situava a la vora del Mêli fins al país lélé. A partir de 1893 la conquesta colonial fou ràpida i només va presentar alguna oposició efectiva al nord a Yigbo, aliat a un cap löma (Koko Inivogi) que van fer creure a britànics i francesos que eren els seus aliats. La revolta a Gbekedu-lele (1908-1909) seguida per la part oriental del Gbekedu, i més tard per la gran revolta de Tèmessadu (1914-1915) foren sufocades fàcilment pels poders colonials.

## Nota
1. ↑  el Konian està situat entre Bissandougou i Kérouané
2. ↑  el Makona corre a l'est-sud-est de Sierra Leone.